# Juan López Hita
Juan López Hita (Algeciras, España, 5 de septiembre de 1944 - ibídem, 11 de junio de 2014) fue un futbolista español nacido en Algeciras. Jugando como lateral zurdo formó parte de la plantilla del Algeciras Club de Fútbol, el Sevilla Fútbol Club y fue internacional con la Selección de fútbol de España en tres ocasiones.
Después de jugar en varios equipos de su ciudad natal debutó en el Algeciras Club de Fútbol en 1963. Tras conseguir con su equipo el ascenso a Segunda división española y permanecer varias temporadas en ella fue fichado por el Sevilla Fútbol Club para jugar en Primera división en 1967.
Fue en este equipo donde jugó durante once años en la posición de lateral izquierdo, siendo conocido como el expreso de Algeciras debido a su velocidad en las bandas. Como jugador del Sevilla F. C. fue convocado para jugar con la Selección española el 22 de abril de 1970 contra la selección de Suiza, pero su debut como internacional tuvo que esperar hasta el 11 de noviembre de 1970 frente a la selección de fútbol de Irlanda en la fase previa de la Eurocopa de Bélgica de 1972, al sustituir en la segunda parte a Sol. En la selección española jugaría dos partidos más, otro clasificatorio para la Eurocopa de 1972 frente a la Selección de Chipre el 24 de noviembre de 1971 y un amistoso frente a la Selección de Grecia el 12 de abril de 1972. En la temporada de 1978, abandonó el club sevillano para jugar una temporada en el Algeciras Club de Fútbol, donde se retiró.
Falleció el 12 de junio de 2014, a los 69 años de edad, tras una larga enfermedad.

## Trayectoria
| Club           | País   | Año       | Partidos | Goles |
| -------------- | ------ | --------- | -------- | ----- |
| Algeciras C.F. | España | 1963-1967 | 58       | 0     |
| Sevilla F. C.  | España | 1967-1978 | 260      | 2     |
| Algeciras C.F. | España | 1978-1979 | 18       | 3     |